# Cai Fora
"Cai Fora" é uma canção da banda brasileira de axé music Babado Novo para o primeiro álbum da banda, Babado Novo.

## Composição
A canção foi composta por Sérgio Rocha, Zeca Brasileiro, Adson Tapajós e produzida por Manoel Castro, Cal Adan, Sérgio Rocha e Nelsinho. Sérgio, Zeca e Adson compuseram outras canções para o primeiro álbum da banda, como "Canudinho" e "Amor à Prova".

## Formatos e faixas
- CD single[1]

1. "Cai Fora" - 2:46

## Créditos
Músicos
Claudia Leitte (voz e violão)
Sérgio Rocha (guitarra e violão)
Luciano Pinto (teclado)
Alan Moraes (baixo)
Buguelo (bateria)
Nino Balla (percussão)
Durval Luz (percussão)
Nathan Santos (roadie)
Robô (roadie)